# Vincens Budde
Vincents Budde, född 1660 och död 1729, var en norsk militär.
Budde blev officer vid kavalleriet 1683, och major 1702. 1710 blev han överste och chef för Trondhjemske regementet, med vilket han deltog i belägringen av Tönningen 1714 och senare 23 april 1716 stormade och intog Moss. 1716 blev Budde generalmajor, och 1717 kommenderande general i nordanfjällska Norge och försvarade med stor framgång Trondhjems stift mot Carl Gustaf Armfeldt 1718–1719. Han kvarstod som kommenderande general ända fram till sin död 1729.